# Margarethe Weikert
Margarethe „Grete” Weikert (ur. 24 września 1914 w Budapeszcie, zm. ?) – austriacka narciarka alpejska. Jej największym sukcesem jest brązowy medal wywalczony w slalomie podczas mistrzostw świata w Innsbrucku w 1936 r.
Wzięła udział w mistrzostwach świata w Mürren w 1935 roku, gdzie zajęła 15. miejsce w slalomie, 22. w zjeździe i 17. w kombinacji. Na rozgrywanych rok później mistrzostwach świata w Innsbrucku wywalczyła brązowy medal w slalomie. W zawodach tych wyprzedziły ją tylko jej rodaczka Gerda Paumgarten i Evelyn Pinching z Wielkiej Brytanii. Był to jej jedyny medal wywalczony na międzynarodowych zawodach tej rangi. Na tej samej imprezie była też piętnasta w zjeździe i jedenasta w kombinacji.
Wystartowała również na igrzyskach w Garmisch-Partenkirchen, gdzie zajęła 18. miejsce w kombinacji alpejskiej.

## Osiągnięcia

### Igrzyska olimpijskie
| Miejsce | Dzień    | Rok  | Miejscowość            | Konkurencja | Czas biegu | Strata     | Zwyciężczyni  |
| ------- | -------- | ---- | ---------------------- | ----------- | ---------- | ---------- | ------------- |
| 18.     | 8 lutego | 1936 | Garmisch-Partenkirchen | Kombinacja  | 97,06 pkt  | -26,59 pkt | Christl Cranz |

### Mistrzostwa świata
| Miejsce | Dzień     | Rok  | Miejscowość | Konkurencja | Wynik     | Strata     | Zwyciężczyni     |
| ------- | --------- | ---- | ----------- | ----------- | --------- | ---------- | ---------------- |
| 15.     | 22 lutego | 1935 | Mürren      | Slalom      | 2:23,2    | +20,1      | Anny Rüegg       |
| 22.     | 23 lutego | 1935 | Mürren      | Zjazd       | 3:27,2    | +9,4       | Christl Cranz    |
| 17.     | 23 lutego | 1935 | Mürren      | Kombinacja  | 99,21 pkt | –20,21 pkt | Christl Cranz    |
| 15.     | 21 lutego | 1936 | Innsbruck   | Zjazd       | 4:45,0    | +1:26,0    | Evelyn Pinching  |
| 3.      | 24 lutego | 1936 | Innsbruck   | Slalom      | 2:17,1    | +3,5       | Gerda Paumgarten |
| 11.     | 24 lutego | 1936 | Innsbruck   | Kombinacja  | 465,6 pkt | +88,2 pkt  | Evelyn Pinching  |